# IC 1609
IC 1609 је лентикуларна галаксија у сазвјежђу Феникс која се налази на листи објеката дубоког неба у Индекс каталогу.
Деклинација објекта је - 40° 20' 1" а ректасцензија 0h 59m 46,7s. Привидна величина (магнитуда) објекта IC 1609 износи 12,6 а фотографска магнитуда 13,6. IC 1609 је још познат и под ознакама ESO 295-26, MCG -7-3-4, PGC 3567.